# Esenbeckia fascipennis
Esenbeckia fascipennis är en tvåvingeart som först beskrevs av Macquart 1838.  Esenbeckia fascipennis ingår i släktet Esenbeckia och familjen bromsar. Inga underarter finns listade i Catalogue of Life.